# ایدن (حوزه سرشماری)، نیویورک
ایدن (به انگلیسی: Eden) یک منطقهٔ مسکونی در ایالات متحده آمریکا است که در شهرستان ایری، نیویورک واقع شده‌است. ایدن ۱۴٫۶ کیلومتر مربع مساحت و ۳٬۵۱۶ نفر جمعیت دارد و ۲۵۰ متر بالاتر از سطح دریا واقع شده‌است.